# Maria Elena Camerin
Maria Elena Camerin (Motta di Livenza, 21 marzo 1982) è un'ex tennista italiana.
Dal 2017 è un tecnico federale e maestra di tennis, col compito di selezionare le giovani promesse.

## Carriera

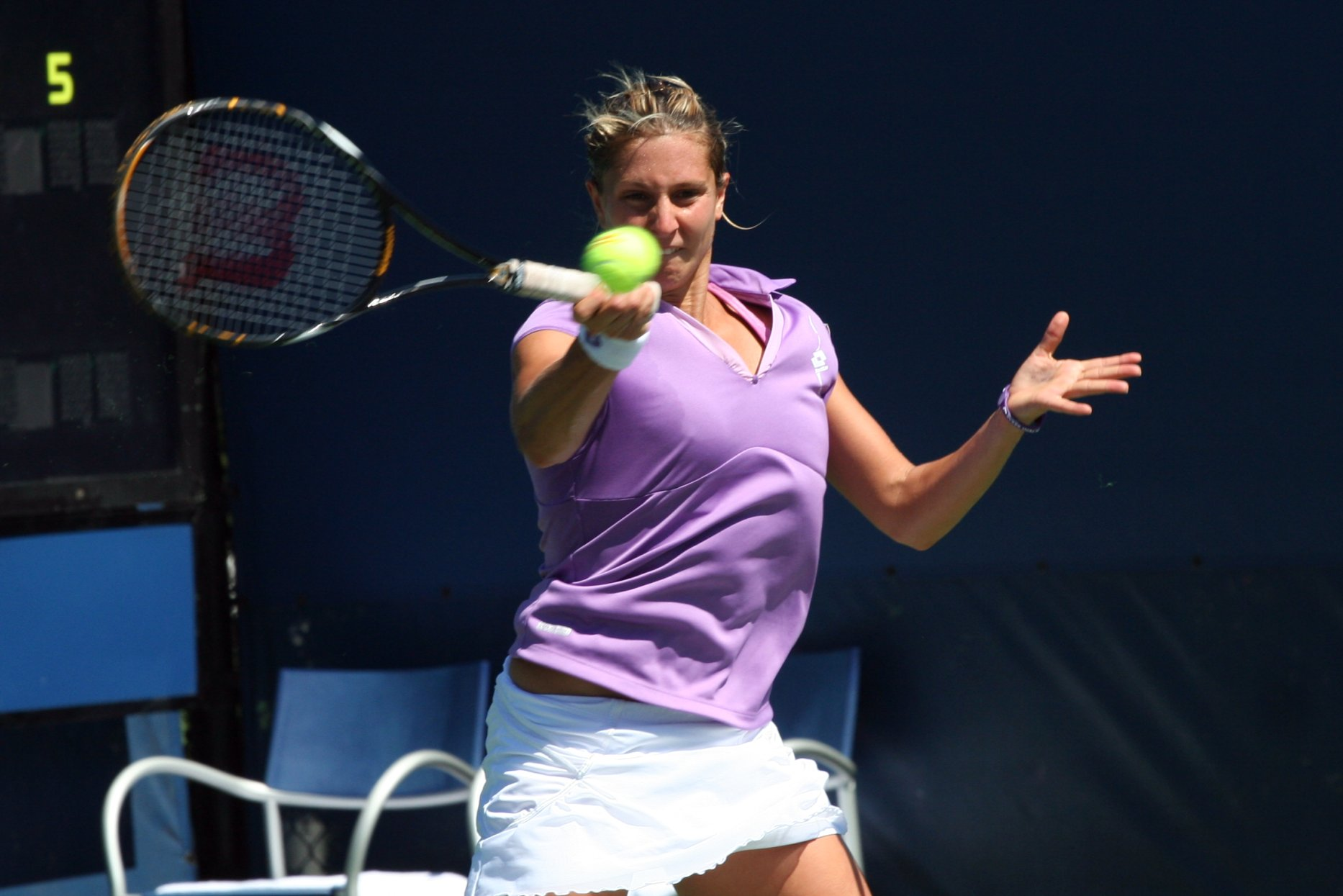
La Camerin agli US Open 2010

Sinora non ha vinto titoli in singolo nel circuito WTA, ma ne ha vinti tre in doppio, nel 2005 a Canton (Cina) e a Tashkent (Uzbekistan) e nel 2006 a Cincinnati (USA), più altre tre finali. In singolare è arrivata in finale nei tornei WTA di Casablanca nel 2001 e di Portorose (Slovenia) nel 2006. Nel circuito ITF vanta 6 vittorie in singolare (Spoleto nel 2000, San Luis Potosí e Coatzacoalcos nel 2001, Pittsburgh e Sedona nel 2002, San Luis Potosí nel 2003) e 5 in doppio.
Nelle prove del Grande Slam ha raggiunto due volte il 3º turno agli Australian Open (2006 e 2007). Ha ottenuto la sua vittoria più eclatante nel 2º turno del torneo di Bali del 2004, quando sconfisse l'allora n° 2 del mondo, e fresca vincitrice del Roland Garros, Anastasija Myskina per 6-3 1-6 6-2. La sua posizione più alta in classifica WTA è stata la 41a, raggiunta nell'ottobre del 2004. Durante la carriera si è allenata con il tecnico federale Alessandro Bertoldero, per recuperare le posizioni perse in classifica; risiede a Londra.

## Statistiche WTA

### Singolare

#### Sconfitte (2)
| Legenda               |
| --------------------- |
| Grande Slam (0)       |
| Argenti Olimpici (0)  |
| WTA Championships (0) |
| Tier I (0)            |
| Tier II (0)           |
| Tier III (0)          |
| Tier IV (1)           |
| Tier V (1)            |

| N. | Data              | Torneo                                               | Superficie  | Avversaria in finale | Punteggio        |
| 1. | 29 luglio 2001    | Grand Prix SAR La Princesse Lalla Meryem, Casablanca | Terra rossa | Zsófia Gubacsi       | 6-1, 3-6, 6(5)-7 |
| 2. | 24 settembre 2006 | Banka Koper Slovenia Open, Portorose                 | Cemento     | Tamira Paszek        | 5-7, 1-6         |

### Doppio

#### Vittorie (3)
| Legenda               |
| --------------------- |
| Grande Slam (0)       |
| Ori Olimpici (0)      |
| WTA Championships (0) |
| Tier I (0)            |
| Tier II (1)           |
| Tier III (1)          |
| Tier IV (1)           |
| Tier V (0)            |

| N. | Data           | Torneo                                       | Superficie | Compagna             | Avversarie in finale                   | Punteggio     |
| 1. | 2 ottobre 2005 | Guangzhou International Women's Open, Canton | Cemento    | Emmanuelle Gagliardi | Neha Uberoi Shikha Uberoi              | 7–6(5), 6–3   |
| 2. | 9 ottobre 2005 | Tashkent Open, Tashkent                      | Cemento    | Émilie Loit          | Anastasija Rodionova Galina Voskoboeva | 6–3, 6–0      |
| 3. | 29 agosto 2006 | Cincinnati Masters, Cincinnati               | Cemento    | Gisela Dulko         | Marta Domachowska Sania Mirza          | 6–4, 3–6, 6–2 |

#### Sconfitte (3)
| Legenda               |
| --------------------- |
| Grande Slam (0)       |
| Argenti Olimpici (0)  |
| WTA Championships (0) |
| Tier I (0)            |
| Tier II (1)           |
| Tier III (1)          |
| Tier IV (1)           |
| Tier V (0)            |

| N. | Data           | Torneo                                   | Superficie | Compagna             | Avversarie in finale               | Punteggio     |
| 1. | 8 gennaio 2005 | Australian Women's Hardcourt, Gold Coast | Cemento    | Silvia Farina Elia   | Elena Lichovceva Magdalena Maleeva | 3-6, 7-5, 1-6 |
| 2. | 20 luglio 2006 | Bank of the West Classic, Stanford       | Cemento    | Gisela Dulko         | Anna-Lena Grönefeld Shahar Peer    | 1-6, 4-6      |
| 3. | 8 ottobre 2006 | Tashkent Open, Tashkent                  | Cemento    | Emmanuelle Gagliardi | Tat'jana Puček Viktoryja Azaranka  | w/o           |

## Risultati in progressione
| Sigla | Risultato               |
| ----- | ----------------------- |
| V     | Vincitore               |
| F     | Finalista               |
| SF    | Semifinalista           |
| O     | Oro olimpico            |
| A     | Argento olimpico        |
| SF    | Bronzo olimpico         |
| QF    | Quarti di Finale        |
| 4T    | Quarto turno            |
| 3T    | Terzo turno             |
| 2T    | Secondo turno           |
| 1T    | Primo turno             |
| RR    | Round Robin             |
| LQ    | Turno di qualificazione |
| A     | Assente                 |
| ND    | Non disputato           |

| Legenda superfici    |
| -------------------- |
| Cemento              |
| Terra battuta        |
| Erba                 |
| Superficie variabile |

### Singolare
| Torneo              | 2001 | 2002 | 2003 | 2004 | 2005 | 2006 | 2007 | 2008 | 2009 | 2010 | 2011 | 2012 | 2013 | 2014 |
| ------------------- | ---- | ---- | ---- | ---- | ---- | ---- | ---- | ---- | ---- | ---- | ---- | ---- | ---- | ---- |
| Australian Open     | A    | 2T   | A    | 2T   | 1T   | 3T   | 3T   | 2T   | 1T   | A    | 1T   | A    | A    | A    |
| Open di Francia     | A    | 1T   | 1T   | 2T   | 1T   | 1T   | 1T   | 1T   | LQ   | 1T   | A    | A    | A    | A    |
| Wimbledon           | A    | A    | 2T   | 2T   | 1T   | 1T   | 1T   | 1T   | 1T   | 1T   | A    | 1T   | 1T   | A    |
| US Open             | 1T   | A    | 2T   | 2T   | 2T   | 1T   | 2T   | 2T   | 1T   | 2T   | A    | A    | A    | A    |
| Carriera            |      |      |      |      |      |      |      |      |      |      |      |      |      |      |
| Finali              | 1    | 0    | 0    | 0    | 0    | 1    | 0    | 0    | 0    | 0    | 0    | 0    | 0    | 0    |
| Titoli              | 0    | 0    | 0    | 0    | 0    | 0    | 0    | 0    | 0    | 0    | 0    | 0    | 0    | 0    |
| Ranking a fine anno | 113  | 123  | 99   | 43   | 96   | 54   | 99   | 107  | 110  | 112  | 175  | 167  | 237  | 279  |

### Doppio
| Torneo          | 2001 | 2002 | 2003 | 2004 | 2005 | 2006 | 2007 | 2008 | 2009 | 2010 | 2011 | 2012 | 2013 | 2014 |
| --------------- | ---- | ---- | ---- | ---- | ---- | ---- | ---- | ---- | ---- | ---- | ---- | ---- | ---- | ---- |
| Australian Open | A    | A    | A    | A    | 1T   | 2T   | 3T   | 1T   | A    | A    | A    | A    | A    | A    |
| Open di Francia | A    | A    | A    | 2T   | 2T   | 1T   | QF   | 1T   | 1T   | A    | A    | A    | A    | A    |
| Wimbledon       | A    | A    | A    | 1T   | 1T   | 3T   | 1T   | 2T   | 2T   | A    | A    | A    | A    | A    |
| US Open         | A    | A    | A    | 2T   | 2T   | 1T   | 3T   | 2T   | 1T   | A    | A    | A    | A    | A    |

## Vittorie contro giocatrici Top 10
| Stagione | 2004 | Totale |
| Vittorie | 1    | 1      |

| #    | Giocatrice         | Ranking | Evento                                 | Superficie | Turno | Punteggio     | Rank. MECR |
| ---- | ------------------ | ------- | -------------------------------------- | ---------- | ----- | ------------- | ---------- |
| 2004 |                    |         |                                        |            |       |               |            |
| 1.   | Anastasija Myskina | 2       | Commonwealth Bank Tennis Classic, Bali | Cemento    | 2T    | 6-3, 1-6, 6-2 | 61         |